# Tim Extra
Tim Extra (* 13. März 1986 in Norden (Ostfriesland)) ist ein deutscher Koch.

## Werdegang
Nach der Ausbildung zum Koch im Hotel Regina Maris in Norddeich kochte er dort drei weitere Jahre. 2004 wechselte er zum Hotel Ellmau in Saalbach-Hinterglemm in Österreich.
2006 kehrte er zum Hotel Regina Maris zurück und wurde Küchenchef im Restaurant Qulinaris, 2011 im Restaurant Meerblick. 2012 wechselte er zum Waldorf Astoria Berlin, 2013 zum Hotel Saratz in Pontresina in der Schweiz.
Von 2014 bis 2025 war Tim Extra Küchenchef im Restaurant Apicius in Bad Zwischenahn, das seitdem mit einem Michelinstern ausgezeichnet wurde. Extra kann einen hoteleigenen Gemüse- und Obstgarten und ein Gewächshaus nutzen.
Das Restaurants schließt am 19. April 2025, Tim Extra soll an der kulinarischen Neuausrichtung des Hotels beteiligt sein.

## Auszeichnungen
- 2015: Ein Stern im Guide Michelin für das im Restaurant Apicius in Bad Zwischenahn